# 林內公司
林內股份有限公司（日語：リンナイ株式会社，簡稱林內；東證1部：5947）是一家於1920年（大正9年）由林兼吉與內藤秀次郎在名古屋創立的日本瓦斯爐、暖爐等加熱設備製造商。創立當時原名為「林內商會」，公司名稱源於二代社長林兼吉與初代社長內藤秀次郎兩人的姓氏開頭之「林」「內」二字。該公司的股票於1979年於名古屋證券交易所第2部上市，後於1982年於東京證券交易所第2部上市，並在1983年時，同時在2家證券交易所提升為1部上市。公司總部位於愛知県名古屋市中川區福住町2-26。
今日林內仍然是以熱水器、暖氣系統、廚房烹飪設備、暖爐與乾衣機之類的燃氣設備作為主要的業務內容，在全球多國設有銷售網路。除了日本本土外，也在澳洲、巴西、中國、印尼、韓國、紐西蘭、台灣與越南等地設有海外生產據點。在其中1970年時創立的「台灣林內工業」是該公司第一個設立的海外關係公司，至於香港與中國的關係企業則分別是在1988年與1993年設立，其中設於香港是先在1988年時設置代表事務所，並授權香港中華煤氣有限公司為代理商、在1998年時才正式成立分公司，而中國境內則是以上海林內作為主要的生產據點。